# Harig porseleinkrabbetje
Het harig porseleinkrabbetje (Porcellana platycheles) is een tienpotigensoort uit de familie van de Porcellanidae. De wetenschappelijke naam van de soort werd in 1777 voor het eerst geldig gepubliceerd door Thomas Pennant.

## Beschrijving
Het harig porseleinkrabbetje is een kleine krabbensoort die een lengte van 15 millimeter kan bereiken. De soort is een zeer kleine en harige krab met brede, afgeplatte voorklauwen en twee lange antennes. Hij heeft groenachtig bruin op zijn rug, terwijl de buik gebroken wit is. Hij heeft een kleine buik die hij onder zijn schild stopt. Het laatste paar poten is sterk verkleind en is normaal gesproken verborgen, waardoor het lijkt alsof de krab maar drie paar looppoten heeft. Het lichaam is ook afgeplat en de poten eindigen in scherpe klauwen waarmee de krabben zich vastgrijpen aan de onderkant van de rotsen waar ze onder leven. 
Hoewel porseleinenkrabben krabben worden genoemd, zijn ze in feite nauwer verwant aan kreeften (Chirostylidae), een verwantschap waarnaar wordt gesuggereerd door hun lange antennes.

## Verspreiding en leefwijze
Het harig porseleinkrabbetje wordt gevonden aan de kusten van de oostelijke Atlantische Oceaan van Noorwegen tot de Canarische Eilanden en over de gehele Middellandse Zee. In Groot-Brittannië is deze soort wijdverspreid langs alle kusten van Shetland tot Scilly. P. platycheles wordt gevonden onder rotsen en keien op rotsachtige kusten. Hij wordt voornamelijk gevonden waar modder en grind is in de middelste tot lagere intergetijdengebieden, maar wordt af en toe zo laag gevonden als de ondiepe subtidale zone. 
Het is een filtervoedende krab, die speciaal aangepaste haren op zijn monddelen gebruikt om plankton uit het water te filteren en hij voedt zich met aas en ander organisch afval. Deze krab heeft een leefgebied met organisch materiaal nodig en heeft een voorkeur voor meer beschutte kusten, vooral waar er materiaal tussen de rotsen is afgezet. Deze platte heremietkrab zoekt bescherming in platte tweekleppigen.